# Alexandre Bacot
Pour les articles homonymes, voir Bacot.
Pour les autres membres de la famille, voir Famille Bacot.
Charles Alexandre Bacot, né le 15 août 1750 à Tours, décédé le 16 mars 1824 à Sedan, est un négociant, brasseur puis un fabricant de draps de Sedan, acquéreur du Dijonval.

## Biographie
Charles Alexandre Bacot est né en 1750 à Tours. Issu d'une famille protestante travaillant la soie, il est le fils de Pierre Bacot, marchand-fabricant, et de Renée Barré. Il est l'oncle de Claude-René et de César Bacot. Alexandre Bacot s'installe à Sedan dans les années 1770, à une époque où l'activité de la soie se ralentit en Touraine. Il y exerce tout d'abord comme négociant puis brasseur. Il fréquente les manufacturiers protestants, et devient membre de la loge maçonnique La Famille Unie comme ses futurs beaux-frères Jean David, Paul et Pierre Frédéric Barthelemy, les réunions se tenant au château de Montvillers. La franc-maçonnerie, c'était « une culture bouillonnante composée de discours nouveaux et de vieux symboles, d'égalité et de hiérarchie, de Lumières et de christianisme, de parole pour tous et d'initiation individuelle. Ils furent nombreux, à Sedan et ailleurs, à adopter cette forme nationale de sociabilité, et à adhérer à ce nouveau groupe de référence, effaçant ainsi les dernières traces d'exclusion ».
Le 13 juin 1773, il épouse une demoiselle Barthelemy devant un pasteur protestant. Le mariage est célébré à Tournai, de l'autre côté de la frontière, la pratique de la religion protestante dans le royaume de France étant encore régie par l'édit de Fontainebleau. À partir de 1784, il est membre du consistoire de l’Église protestante de Sedan, consistoire reconstitué après les années de persécutions et pendant cette période de relative tolérance, puis dissout pendant la Révolution française.
Durant la Terreur, il est mis en arrestation quelques mois, à la suite d'une dénonciation, par ordre du  représentant du peuple René Levasseur et interné à l'ancienne Chartreuse du Mont-Dieu, transformée en prison, cellule n°11. Il est remis en liberté  le 31 août 1794 (14 fructidor an II), après la chute de Robespierre. Il reprend ses activités entrepreneuriales et redevint juge au tribunal de commerce de Sedan. 

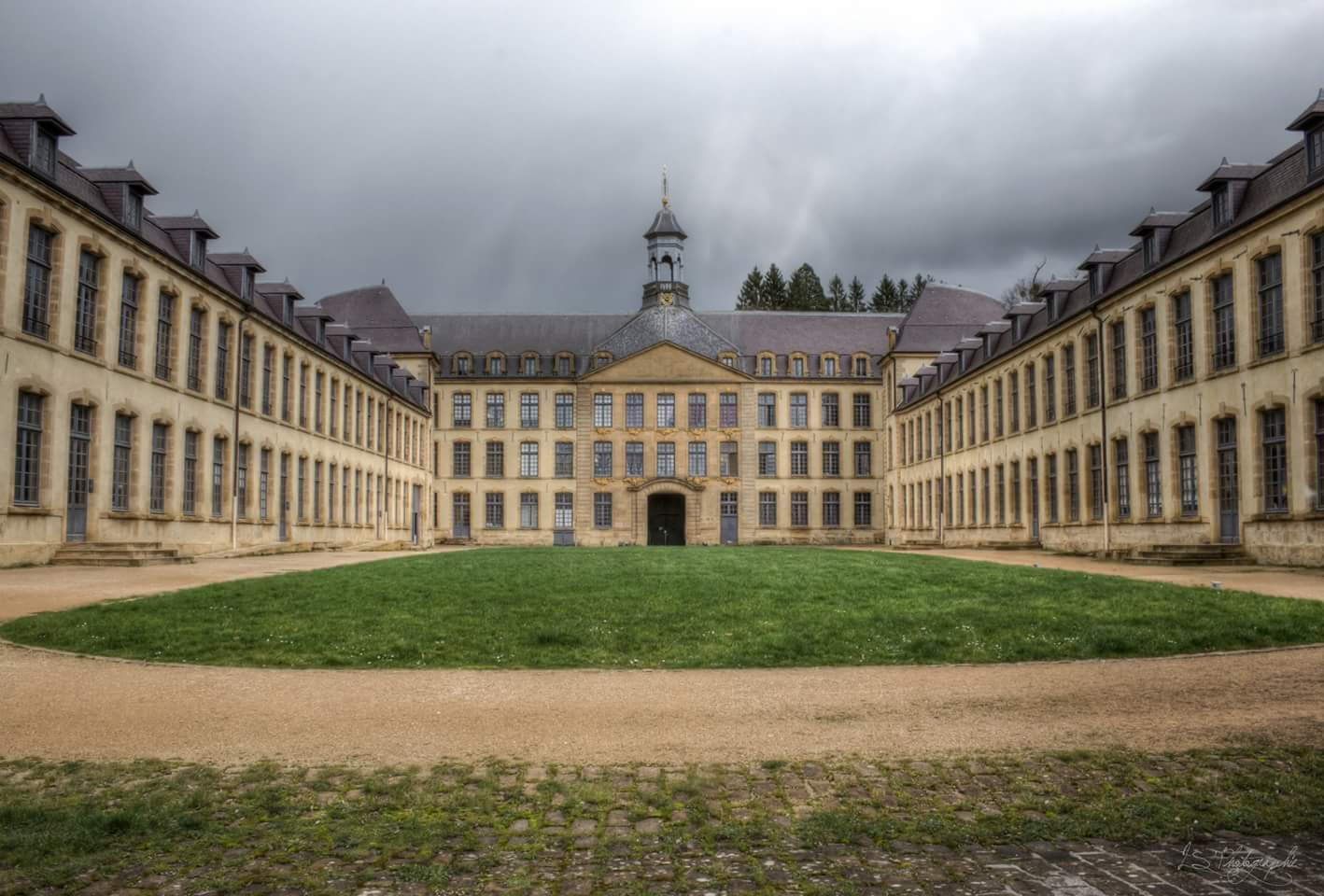
La Manufacture royale de draps Le Dijonval, à Sedan.

En 1795, il s'installe en tant que manufacturier et fabricant de drap. En 1802, il redevient un des membres actifs du Consistoire de l’Église protestante de Sedan, qui peut afficher à nouveau son existence à la suite du Concordat,. De même, il participe à nouveau à la loge maçonnique Famille Unie, qui, après le concordat, fusionne avec la loge les Amis Réunis, rassemblant davantage des personnalités catholiques. La loge Famille unie comporte alors des notables telles que André de Neuflize (petit-fils de Jean Abraham André Poupart de Neuflize), Guillaume Ternaux, et William Cockerill, l'homme d'affaires anglais émigré en France et en Belgique, y apportant les techniques de mécanisation pour filer la laine. En 1815, il acquiert un immeuble rue du Ménil, et, l'année suivante, une fabrique de drap rue de Turenne. En 1820, avec ses fils, Alexandre Bacot rachète la manufacture historique du Dijonval. Tout un symbole de sa réussite, ce bâtiment constituant une véritable cathédrale  de l'activité manufacturière dans cette ville de Sedan, un des lieux où cette industrie textile a commencé à se développer, initialement sous l'impulsion de familles catholiques.